# Аверьянов, Александр Петрович
Алекса́ндр Петро́вич Аверья́нов (1866—?) — депутат Государственной думы Российской империи I созыва от Астраханской губернии, беспартийный.

## Биография
А. П. Аверьянов родился в 1866 году. Детство и юношество провёл в Петербурге. Потомственный почётный гражданин, сын придворного обойщика. Образование получил в городском училище. «За столкновение с чиновной особой из Петербурга был выслан административным порядком в город Царев Астраханской губернии под надзор полиции». После службы писцом в местных учреждениях приписался в мещанское общество Царева и занимался торговлей. После смерти отца получил хорошее наследство (30 000 руб.) и начал выдвигаться на различные общественные должности. В 1902 году избран городским старостой упрощённого городского общественного управления. Четыре года был городским старостой Царева.
Аверьянов придерживался либеральных взглядов, но ни к какой партии не принадлежал. 16 апреля 1906 года был выбран в Государственную Думу выборщиками Астраханского губернского избирательного собрания. Дальнейшая судьба Аверьянова неизвестна.